# Перинфская война
Перинфская война — вооруженный конфликт между Мегарами, Перинфом и Самосом из-за колониального соперничества в Пропонтиде.
Северная Пропонтида с конца VIII века до н. э. была районом мегарской колонизации: около 711 до н. э. на азиатском берегу в глубине Астакского залива был основан Астак, а в 685 или в первой половине 670-х годов до н. э. Калхедон (Халкедон), первая колония в районе Боспора Фракийского.
На европейском берегу в неизвестное время была основана Селимбрия, а около 660 до н. э. самая знаменитая из мегарских колоний — Византий, у входа в Боспор и в 60 км к востоку от Селимбрии.
В 603 до н. э. самосцы основали к западу от Селимбрии свою колонию Перинф, находившуюся, по словам Страбона, в 630 стадиях (110 км) от Византия. Мегарские колонисты, а, возможно, и сами мегарцы были недовольны появлением в этих местах конкурентов. По словам Плутарха, мегарцы начали войну с Перинфом, и взяли с собой оковы, в которые рассчитывали заковать колонистов, но на помощь городу подошел самосский флот из 30 кораблей под командованием девяти стратегов, и мегарские силы были разбиты в морском сражении.
600 мегарцев было взято в плен, о количестве потерянных кораблей Плутарх не сообщает, а два самосских корабля, по его словам, были уничтожены молнией у самого берега.
Одержав победу, стратеги решили уничтожить олигархию геоморов — богатых землевладельцев, правивших на Самосе после свержения тирании Демотела. Для этого они воспользовались приказом олигархов, распорядившихся доставить пленников в цепях. Самосцы предложили пленным мегарцам свободу в обмен на участие в свержении олигархии, надели на них незакрепленные оковы, дали каждому по мечу и, высадившись на острове, провели их в здание совета. Там по условному знаку мегарцы напали на геоморов и всех перебили.
Олигархия пала, желающим мегарцам предоставили самосское гражданство, а в городе построили специальное здание, куда поместили сыгравшие такую роль в освобождении оковы, и назвали это сооружение «Оковником».
Для Мегары это война, вероятно, имела тяжелые последствия, так как происходила или одновременно с борьбой с афинянами за Саламин, или предшествовала завоевательной экспедиции Солона, и понесенные мегарцами потери должны были сказаться на исходе противостояния с Афинами.